# Pantaleón Barrera
Pantaleón Barrera Cámara fue un político, periodista y escritor mexicano nacido en Hopelchén, hoy perteneciente a Campeche y entonces al estado de Yucatán, cuyo territorio incluía Campeche a principios del siglo XIX. Fue gobernador de Yucatán en dos cortos periodos: en 1857 y, más tarde, en 1861. También fue destacado combatiente en la llamada guerra de castas.

## Datos históricos
A finales de la década de 1850 se fraguaba la escisión política y administrativa del estado de Yucatán, por la separación territorial de Campeche, que hasta entonces era parte integrante de él. Además, se sufrían en la región peninsular las consecuencias de la guerra civil yucateca denominada guerra de castas. A las convulsiones locales se añadían las del país: en México, se concretaba el proyecto de una nueva constitución y los conservadores le disputaban el poder a los liberales. Benito Juárez era presidente de México y se avecinaba una guerra de intervención extranjera.
Pantaleón Barrera fue un periodista que colaboró en revistas y periódicos locales. En 1844 había sido diputado al Congreso General en México. También había combatido en la guerra de castas desde su inicio en 1848 y había destacado como militar porque logró recuperar la villa de Hopelchén, su lugar natal, de los indígenas mayas sublevados. Después participó en otros enfrentamientos cruentos, como en Bolonchenticul y en Xcupil, hasta que recibió instrucciones de regresar a Campeche.
Reanudó sus actividades periodísticas y literarias al lado de su amigo Justo Sierra O'Reilly. Colaboró con él en el diario El Fénix. También participó en la política y en 1857, cuando formaba parte del Consejo de Gobierno, recibió el mando estatal de manos de Santiago Méndez Ibarra, suegro de Justo Sierra O'Reilly. Poco después, en el mismo año, entregó el poder a Martín Peraza.
En 1859 fue perseguido acusado de conspirar en contra del gobernador Liborio Irigoyen. En 1861, siendo vicegobernador, se hizo cargo nuevamente del gobierno, apoyado por los mendistas. Al poco tiempo lo entregó nuevamente a Agustín Acereto, gobernador propietario.
En 1864, el Comisario Imperial José Salazar Ilarregui le encargó que redactara un informe, junto con el general Peraza, respecto de cómo terminar con el conflicto de los indígenas mayas sublevados en Yucatán. Ese mismo año escribió la novela histórica Los misterios de Chan Santa Cruz, basada en la propia guerra de castas. En 1865, recibió de la emperatriz Carlota una condecoración por sus méritos en campaña. Tras la elección de noviembre de 1870, en 1871 fue  presidente municipal de Mérida, siendo Rodulfo G. Cantón su suplente. Murió en Mérida en la pobreza.